# Patrícia de Oliveira Ferreira
Patrícia de Oliveira Ferreira, detta Chuca (Mauá, 21 marzo 1979), è un'ex cestista brasiliana.

## Carriera
Con il Brasile ha disputato due edizioni dei Giochi olimpici (Pechino 2008, Londra 2012) e tre dei Campionati americani (2007, 2011, 2013).